# 폴 포츠
폴 포츠(Paul Potts, 1970년 10월 13일 ~ )는 영국의 성악가이자 팝페라 가수이다.
2007년, 영국의 리얼리티 TV 프로그램 《브리튼스 갓 탤런트》를 통해 휴대전화 판매원에서 세계적인 스타로 주목받기로 유명하다.
폴 포츠가 브리튼스 갓 탤런트에 나갔을 때만 해도 사람들은 아무도 그에게 관심을 주지 않았지만, 그가 노래를 시작하자 사람들은 물론, 심사위원들까지 모두 놀랐고, 마침내 브리튼스 갓 탤런트에서 우승하게 됐다.
웨일스 카디프 밀레니엄 센터에서 열린 브리튼스 갓 탤런트 첫 번째 출전 영상은 유튜브에서 누적 1억 건이 넘는 조회수를 기록하며 전 세계적인 관심을 불러 모았다.
브리튼스 갓 탤런트 우승 후 2007년에 발매된 1집 앨범 'One Chance'는 국내에서 4만 장 이상을 판매한 앨범에 주어지는 "트리플 플래티넘"을 수상하였고,
전 세계적으로는 500만장 이상을 판매하는 밀리언 셀러의 성공을 거두었으며 2014년에 그의 실화를 담은 영화 제목으로도 사용됐다.
2009년 4월 독일을 시작으로 발매된 2집 앨범 'Passione' 또한 전 세계적인 성공을 거두었고, 2010년 9월 22일 일본을 시작으로 3번째 앨범인 'Cinema Paradiso'를 발매하였다.

## 출연 작품
- 2018년 : MBC 《미스터리 음악쇼 복면가왕》 - 미스터 문샤인 포청천 (참가자)